# Hanspeter Bäni
Hanspeter Bäni (* 1956 in Zürich) ist ein Schweizer Journalist, Autor, Dokumentarfilmer und Kameramann.

## Leben
Hanspeter Bäni wuchs in Meilen am Zürichsee auf. Nach seiner Ausbildung zum Tiefbauzeichner und Maurer holte er die Matura Typus D nach. 1982 gründete er eine Importfirma für indigenes Kunsthandwerk und arbeitete als Tourenleiter und Reiseorganisator für verschiedene Reiseveranstalter. Ab 1990 war er Moderator bei Radio Eulach und Radio Argovia.
1997 wechselte Bäni zum Fernsehen und arbeitete als Redaktor für Tele M1, TV3 und das ZDF. Ab 2000 arbeitete Bäni beim Schweizer Fernsehen, für das er zunächst für das Polit- und Wirtschaftsmagazin Rundschau Reportagen realisierte. Ab 2005 machte Bäni Reportagen für die Sendung Reporter; 2007 wechselte Bäni definitiv in die Redaktion «Dokumentarfilme» des Schweizer Fernsehens, für das er bis Ende 2022 zahlreiche Dokumentarfilme und Reportagen realisierte und produzierte. Für seine Werke erhielt Bäni etliche Medienpreise.
2023 gründete Bäni die Filmproduktionsfirma Bäni Productions und realisierte seinen ersten Kinofilm Ihr könnt jetzt gehen. Nach dem erfolgreichen Start in über 40 Schweizer Kinos brachte der Verleih ImFilm das rund 90-minütige Werk auch in deutsche Kinos.
Im Januar 2026 veröffentlicht der Arisverlag sein Buch Der Reporter – Geschichten jenseits der Dreharbeiten (ISBN 978-3-907238-51-6).

## Filmografie
- Ihr könnt jetzt gehen, Kinofilm  (2023)
- «Reporter»: Pensioniert – und weg (2023)
- «Reporter»: Aufstieg ohne Schulabschluss – Wandel eines missverstandenen Teenagers (2023)
- «Reporter»: Lotti Latrous – Ein Leben für die Armen (2022)
- «DOK»: Schicksal einer Bergbauernfamilie (2021)
- «Reporter»: Jung und entwurzelt (2021)
- «Reporter»: Das Leben eines Betrügers (2021)
- «Reporter»: Zwei Männer im Kampf gegen Corona (2021)
- «Reporter»: Michelle – Ein Leben auf der Achterbahn, Teil 1 und 2 (2020)
- «Reporter»: Eine Lebenskünstlerin in Afrika (2020)
- «Reporter»: Der Krisenchef (2020)
- «DOK»: Katzen und ihre Menschen (2018)
- «Reporter»: Sam und sein Traum (2018)
- «Reporter»: Tod einer Königin  (2017)
- «Reporter»: Rolf – Ein Leben als Abenteurer (2017)
- «DOK»: Im Jugendheim – Junge Menschen zwischen Krisen und Hoffnung (2017)
- «DOK»: Schütze sich, wer kann – Mit Waffen gegen die Angst (2017)
- «Reporter»: Rolf – ein Leben als Abenteurer (2017)
- «DOK»: Kampfzone Garten – Wenn Nachbarn streiten (2016)
- «DOK»: Mein Körper – mein Werk (2016)
- «DOK»: Wenn der Schlaf ausbleibt – Szenen einer unruhigen Gesellschaft (2015)
- «Reporter»: Rasta-Tom erhält Besuch (2015)
- «Reporter»: Der Marsmensch (2015)
- «DOK»: Polo Hofer – Rhythmus, Rausch und Rampenlicht (2014)
- «DOK»: Zwischen Recht und Gerechtigkeit (2014)
- «Reporter»: Verliebt, verheiratet, verhext (2014)
- «Reporter»: Von Kisten, Kabeln und Kollegen (2014)
- «Reporter»: Der Showman von Gottes Gnaden (2013)
- «Reporter»: Jetzt erst recht (2013)
- «Reporter»: Ein Brand und seine Folgen, Teil 1 und 2 (2013)
- «Reporter»: Michelle – Leben zwischen Hoffnung und Absturz (2013)
- «Reporter»: Einsam in Köniz (2013)
- «Reporter»: Der Jugendanwalt (2013)
- «Reporter»: Rätos letzter Wunsch (2013)
- «Reporter»: Der Showman von Gottes Gnaden (2012)
- «DOK»: Die wilden Alten – Pensioniert und mitten im Leben (2012)
- «Reporter»: Steile Kurven, stramme Waden, kühles Bier (2012)
- «DOK»: Im Schatten des Glücks (2012)
- «Reporter»: Nötzlis Abgang (2012)
- «Reporter»: Das Licht aus dem Chaos (2012)
- «DOK»: Im Schatten des Glücks (2012)
- «Reporter»: Die Geisterschule (2012)
- «Reporter»: Wenn du nicht wärst (2012)
- «DOK»: Uelis 10 Millionen-Auto (2011)
- «DOK»: Der Ernst des Lebens – Mit John durchs letzte Schuljahr (2011)
- «DOK»: Tod nach Plan (2011)
- «Reporter»: Mein Körper – mein Feind (2011)
- «DOK»: Schatten über dem Acherli, Teil 1 und Teil 2 (2010)
- «Reporter»: Psyche am Abgrund (2010)
- «Reporter»: Meggiy muss zurück (2010)
- «Reporter»: Lenz und die Brandstifter (2010)
- «Reporter»: Im Ausnahmezustand (2010)
- «Reporter»: Haarige Geschichten (2010)
- «Reporter»: Der Weihnachtsmann in Mexiko (2009)
- «Reporter»: Leben in der Blutwurst (2009)
- «Reporter»: Pflegen bis zum Tod (2009)
- «Reporter»: Pöbelei, Prügelei, Polizei (2008)
- «Reporter»: Ein Klassenfoto – und vierzig Jahre danach (2008)
- «Reporter»: Von Menschen und Waren (2007)
- «Reporter»: Abfahrt, Absturz, Ambulanz (2007)
- «Reporter»: Von Liebe, Einsamkeit und Eisenbahnen (2007)
- «Reporter»: Zürich-Seebach: Das  Ende der Gemütlichkeit (2006)

• «Reporter»: Alfredo Lardelli – Mörder, Milieuberater, Machtmensch (2006)
- «Reporter»: Die Kinder vom Schloss Kasteln (2006)

## Preise und Auszeichnungen
- 2021: Schweizer Videojournalist des Jahres
- 2021: Medienpreis Aargau-Solothurn («Reporter»: Michelle – Ein Leben auf der Achterbahn)
- 2015: Fernsehpreis Berner Stiftung für Radio und Fernsehen («Reporter»: Einsam in Köniz)
- 2012: SBV-Medienpreis der Deutschschweiz («DOK»: Im Schatten des Glücks)
- 2010: Medienpreis Aargau-Solothurn («Reporter»: Pflegen bis zum Tod)
- 2009: Ostschweizer Medienpreis («Reporter»: Der Betrüger)
- 2009: Medienpreis Aargau-Solothurn («Reporter»: Leben in der Blutwurst)
- 2006: TV-Preis Tele (Redaktionspreis)
- 2006: Medienpreis Aargau-Solothurn («Reporter»: Die Kinder vom Schloss)
- 2004: Medienpreis Aargau-Solothurn («Rundschau»: Polizeimangel)
- 2002: SRG-Medienpreis («Rundschau»: 1. Mai)